# Daniel Muchunu Mwangi
Daniel Muchunu Mwangi (* 1. Januar 1984) ist ein kenianischer Langstreckenläufer. 

## Leben
Am 23. November 2005 stellte er zusammen mit Josphat Muchiri Ndambiri, Martin Irungu Mathathi, Mekubo Mogusu, Onesmus Nyerre und John Kariuki in Chiba mit 1:57:06 h einen Weltrekord in der Marathon-Staffel auf.
2008 wechselte er auf die Marathonstrecke. Bei seinem Debüt wurde er Fünfter beim Beppu-Ōita-Marathon. Beim Fukuoka-Marathon 2008 kam er auf den zwölften Platz.

## Persönliche Bestzeiten
- 5000 m: 13:18,21 min, 29. April 2004, Hiroshima
- 10.000 m: 28:05,30 min, 19. Mai 2007, Kumagaya
- Halbmarathon: 1:03:16 h, 6. Juli 2003, Sapporo
- Marathon: 2:14:13 h, 7. Dezember 2008, Fukuoka